# Sem Audoor
Sem Audoor (13 oktober 2003) is een Belgisch voetballer die onder contract ligt bij Club Brugge. Hij is de tweelingbroer van Lynnt Audoor en de zoon van Yves Audoor.

## Clubcarrière
Audoor genoot zijn jeugdopleiding bij Club Brugge. In maart 2022 ondertekende hij er zijn eerste profcontract, dat hem tot 2024 aan de club verbond. Op 10 september 2022 maakte hij zijn profdebuut in het shirt van Club NXT, het beloftenelftal van Club Brugge in Eerste klasse B: in de competitiewedstrijd tegen RSCA Futures (1-1-gelijkspel) liet trainer Nicky Hayen hem in de 75e minuut invallen.

## Clubstatistieken
| Seizoen         | Club            | Land            | Competitie      | Competitie | Competitie | Beker | Beker | Supercup | Supercup | Europees | Europees | Totaal | Totaal |
| Seizoen         | Club            | Land            | Competitie      | Wed.       | Dlp.       | Wed.  | Dlp.  | Wed.     | Dlp.     | Wed.     | Dlp.     | Wed.   | Dlp.   |
| --------------- | --------------- | --------------- | --------------- | ---------- | ---------- | ----- | ----- | -------- | -------- | -------- | -------- | ------ | ------ |
| 2022/23         | Club NXT        | Vlag van België | Eerste klasse B | 8          | 0          | —     | —     | —        | —        | —        | —        | 8      | 0      |
| Carrière totaal | Carrière totaal | Carrière totaal | Carrière totaal | 8          | 0          | 0     | 0     | 0        | 0        | 0        | 0        | 8      | 0      |

Bijgewerkt op 31 januari 2023.

## Privé
- Zijn tweelingbroer Lynnt Audoor genoot eveneens zijn jeugdopleiding bij Club Brugge. In het seizoen 2020/21 debuteerde hij met Club NXT in Eerste klasse B. Op 17 juli 2022 maakte hij zijn officiële debuut in het eerste elftal van Club Brugge in de Supercup-wedstrijd tegen KAA Gent.
- Ook zijn vader Yves Audoor speelde in het verleden bij Club Brugge. Na zijn passage in het Jan Breydelstadion speelde hij nog voor Beerschot VAC en SK Deinze.

2 Romero ·
4 Ordóñez ·
8 Tzolis ·
9 Jutglà ·
10 Vetlesen ·
14 Meijer ·
15 Onyedika ·
16 Van den Heuvel ·
17 Vermant ·
19 Nilsson ·
20 Vanaken  · 
21 Skóraś ·
22 Mignolet ·
24 Osuji ·
27 Nielsen ·
29 Jackers ·
30 Jashari ·
41 Siquet ·
44 Mechele ·
55 De Cuyper ·
58 Spileers ·
64 Sabbe ·
65 Seys ·
66 Yameogo ·
67 Et Taïbi ·
68 Talbi ·
71 De Corte ·
84 Campbell ·
87 Furo ·
Coach: Hayen
Assistent-coach: Jonckheere